# Metopoceras calderana
Metopoceras calderana är en fjärilsart som beskrevs av Rudolf Pinker 1965. Metopoceras calderana ingår i släktet Metopoceras och familjen nattflyn. Inga underarter finns listade i Catalogue of Life.